# Santa Llúcia de Llavorsí
Santa Llúcia de Llavorsí és una capella al centre del poble de Llavorsí, en el terme municipal del mateix nom, a la comarca del Pallars Sobirà.